# بیل را بکش (ترانه سیزا)
«بیل را بکش» (انگلیسی: Kill Bill) ترانه‌ای از خواننده-ترانه‌سرای آمریکایی سیزا است که در دومین آلبوم استودیویی او، اس‌اواس (۲۰۲۲) قرار دارد. عنوان این ترانه برگرفته از بیل را بکش (۲۰۰۳–۲۰۰۴) است: مجموعه‌ای از فیلم‌های رزمی که به آدم‌کشی به‌نام عروس و کوشش او برای انتقام گرفتن از دوست‌پسر سابقش از طریق قتل می‌پردازد. متن ترانه بازتابی از داستان این فیلم است و درمورد فانتزی سیزا برای کشتن دوست‌پسر سابق و دوست‌دختر جدید او از روی حسادت صحبت می‌کند. «بیل را بکش» ترانه‌ای آراندبی است که حول محور تندا، ریتم با ضربانِ منظم و ملودی کوک‌شده شکل گرفت. این ترانه متأثر از زیرژانر بوم باپ هیپ هاپ است که با گیتار، بیس‌لاین و فلوتِ نمونه‌برداری‌شده از سینث‌سایزر Prophet-6 همراهی می‌شود. کاوش صریح این ترانه از احساسات بی‌پردهٔ خشن سیزا با تحسین منتقدان مواجه شد. منتقدان فانتزی‌های قتل او را افراطی اما تا حدی قابل درک دانستند، اساساً به‌دلیل احساسات اساسی ترانه به‌منظور انجام هر کاری که برای عشق لازم است.
«بیل را بکش» در سرویس‌های استریم به موفقیت دست یافت و رتبه نخست جدول هفت منطقه در سراسر جهان را کسب کرد و در هشت منطقه دیگر به میان ۱۰ عنوان برتر راه یافت. این نخستین ترانهٔ سیزا بود که به صدر جدول ۲۰۰ آهنگ جهانی بیلبورد رسید. در ۱۰ ژانویه ۲۰۲۳، آرسی‌ای رکوردز این ترانه را به‌عنوان پنجمین تک‌آهنگ اس‌اواس  به رادیوی ایالات متحده فرستاد. «بیل را بکش» سه ماه بعد به‌وسیلهٔ ریمیکسی با حضور رپر آمریکایی دوجا کت تقویت و باعث شد نسخهٔ تک‌خوان پس از هشت هفته در رتبهٔ دوم بودن، به صدر بیلبورد هات ۱۰۰ ایالات متحده برسد. او نخستین تک‌آهنگ او بود که در این جایگاه قرار گرفت. در جدول ترانه‌های آراندبی/هیپ هاپ برترِ ایالات متحده، «بیل را بکش» رکورد «جاده شهرک قدیمی» (۲۰۱۹) را برای طولانی‌ترین شماره یک جدول، با ۲۱ هفته شکست.
موزیک ویدئوی این ترانه در روز انتشار تک‌آهنگ آن به نمایش درآمد. این ویدئو به کارگردانی کریستین برسلائر، چندین صحنه از فیلم‌های بیل را بکش را بازنمایی می‌کند؛ سیزا نقش نسخهٔ خودش از شخصیت عروس را ایفا می‌کند و ویویکا ای فاکس، یکی از بازیگرانی که در مجموعهٔ بیل را بکش ایفای نقش کرده بود، در نقش مکمل حضور دارد. سیزا در پایان با دوست‌پسر سابق خود روبرو می‌شود و قلب او را پاره می‌کند. در تور کنسرت اس‌اواس که در آن او برای اولین بار «بیل را بکش» را به‌صورت زنده اجرا کرد، عناصر بصری مختلفی از موزیک ویدئو از جمله لباس بازسازی شده‌اند.